# Bench Sheko
Bench Sheko è una delle zone amministrative in cui è suddivisa la Regione delle Nazioni, Nazionalità e Popoli del Sud in Etiopia.

## Woreda
La zona è composta da 8 woreda:
1. Debub Bench
2. Gidi Bench
3. Gurafereda
4. Mizan Aman town
5. Semen Bench
6. Shay Bench
7. Sheko
8. Size town